# Serine
Pour les articles homonymes, voir Sérine (homonymie).
La Serine est une rivière du canton de Vaud en Suisse, et un affluent de la Promenthouse, donc un sous-affluent du Rhône. 

## Parcours
Le parcours de la rivière, entièrement dans le canton de Vaud, débute sur le territoire de la commune de Bassins et de Le Vaud, puis traverse successivement les communes de Begnins, Vich, Coinsins, Gland, Barrage Pont Farbei, où elle se jette dans la Promenthouse qui va elle-même rejoindre le lac Léman.
Le sentier des Toblerones, qui suit la ligne des Toblerones, une ligne de fortifications de la Seconde Guerre mondiale, longe une grande partie du parcours de la Serine.